# تله‌پاپ‌موزیک

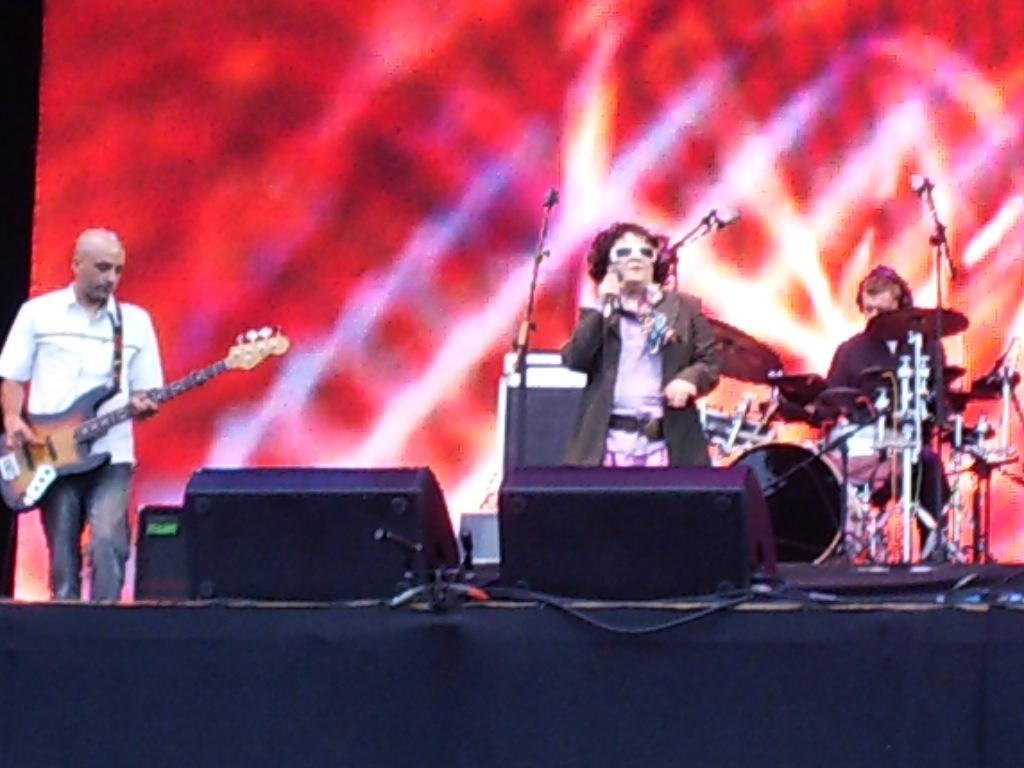

تله‌پاپ‌موزیک (به انگلیسی: Télépopmusik) تأسیس ۱۹۹۸ گروه موسیقی پاپ-الکترونیکی فرانسوی است.
خواننده این گروه یک آمریکایی بنام آنجلا مک کلاسکی است. اما گروه توسط استفان حائری و فابریس دومونت تأسیس گردیده.
این گروه در سال ۲۰۰۴ نامزد دریافت یک جایزه گرمی گردید.